# Шумахер, Генрих Фольрат
Генрих Фольрат Шумахер (нем. Schumacher Heinrich Vollrat, 30 апреля 1861, Корбах — 28 марта 1919, Берлин) — известный немецкий писатель-романист. В основном известен своими историческими романами такими как «Береника» (1893), «Любовь и жизнь Леди Гамильтон» (1910), «Последняя любовь Нельсона» (1911).

## Биография
Родился в семье архитектора. Окончил среднюю школу в Вестфалии в городе Брилон, после чего проходил военную службу в городе Арользен. С 1881 года работал в налогово-финансовом управлении в прусской провинции Гессен-Нассау. В 1882 году отказался от этой должности и начал учиться протестантской теологии, философии, литературе и музыке в Берлинском университете Фридриха Вильгельма. Для того чтобы финансировать свои занятия Шумахер был вынужден работать в качестве репетитора. В последующие годы он много путешествовал по Германии, Франции, Испании и Северной Африке, а после возвращения на родину снова занялся преподавательской работой. В 1892 году он поселился в качестве свободного писателя в Нидершёнхаузене под Берлином. Позднее жил в Гросс-Лихтерфельде.
Опираясь на обширный литературный и архивный материал, он по крупицам воссоздал бурные исторические события, потрясшие в своё время Европу. Раскрыл полную драматизма судьбу красавицы Эммы Гамильтон (Эммы Лайон) и её возлюбленного английского флотоводца Горацио Нельсона, оставивших волнующий след в истории человечества. В 1921 году по его книге режиссёр Рихард Освальд снял фильм «Леди Гамильтон».